# Marsheaux
Marsheaux est un groupe féminin de synthpop grec, originaire d'Athènes. Composé de Marianthi Melitsi et Sophie Sarigiannidou, toutes deux musiciennes arrivées à Athènes en 2000 pour former un groupe autour de la musique des années 1980. Le nom de Marsheaux vient de la première syllabe de leurs deux prénoms.

## Biographie
Marianthi Melitsi et Sophie Sarigiannidou sont nées à Thessalonique. En 2000, elles emménagent à Athènes et forment Marsheaux en 2003 jouant un son particulièrement électronique. En 2015, elles expliquent les origines du groupe : « Nous étions à un concert de Depeche Mode à Athènes, il y a douze ans de ça, et les gars d'Undo Records nous ont dit que nous ne savions pas jouer autre chose que des airs de Depeche Mode sur nos synthés. Alors nous avons décidé de former notre groupe et d'enregistrer un morceau pour une compilation sur laquelle ils travaillaient, intitulée Nu Romantics. Nous avons repris Popcorn, de Gershon Kingsley, trouvé un nom et gagné le pari. »
Désormais signé chez Undo Records, Marsheaux sort son premier album, E-Bay Queen, en juin 2004. L'album tire ses influences de groupes comme The Human League, Orchestral Manoeuvres in the Dark, New Order, Erasure, Yazoo et Depeche Mode. E-Bay Queen est bien accueilli à l'international.
En décembre 2006, Undo Records sort le futur album de Sophie et Marianthi, Peekaboo. Il comprend deux reprises, Regret de New Order, et The Promise de When in Rome. Le site web Electronically Yours le nomme album de l'année 2007.
En juillet 2009, le groupe publie son troisième album, Lumineux Noir, chez Undo Records/Out of Line. L'album est édité en deux versions : standard avec 13 morceaux, et limitée avec un disque bonus comprenant des remixes et un nouveau morceau. Pour le magazine Side-Line, « il n'y a pas d'évolution sonore, mais la production et l'écriture ont grandi en maturité. » Certains morceaux orientés synthpop des années 1980 sont comparés à Ladytron,. En mai 2011, Marsheaux sort le morceau Can You Stop Me?. En mai 2012, le groupe sort la compilation E-Bay Queen is Dead. Un quatrième album, Inhale, est suivi en 2013.
En 2015, Marsheaux sort un cinquième album, A Broken Frame, qui reprend entièrement l'album homonyme de Depeche Mode. Il est considéré par la presse comme égal à l'original, mais avec un son plus lent et sombre dans la lignée de The Meaning of Love et A Photograph of You ; il comprend aussi une version trip-hop de Shouldn’t Have Done that. En mai 2016, Marsheaux publie le single Safe Tonight, suivi d'un sixième album, Ath.Lon.

## Discographie

### Albums studio
- 2004 : E-Bay Queen
- 2006 : Peekaboo
- 2009 : Lumineux Noir
- 2013 : Inhale
- 2015 : A Broken Frame
- 2016 : Ath.Lon

### Compilations
- 2014 : Odyssey